# Christof Duffner
Christof Duffner (* 16. Dezember 1971 in Triberg im Schwarzwald) ist ein ehemaliger deutscher Skispringer.

## Werdegang
Duffner wuchs in Schönwald im Schwarzwald auf. Zum Skispringen kam er im Alter von elf Jahren. Er gehörte zusammen mit dem ehemaligen DDR-Springer André Kiesewetter zu den ersten deutschen Skispringern, die mit dem neuen V-Stil Erfolge erreichten. Bei den Olympischen Winterspielen 1994 in Lillehammer gewann er mit Dieter Thoma, Jens Weißflog und Hansjörg Jäkle die Goldmedaille im Teamspringen.
Dafür erhielt er – zusammen mit seinen Team-Kameraden – das Silberne Lorbeerblatt.
Sein größter Einzelerfolg war der Gewinn des Springens in Oberstdorf bei der Vierschanzentournee 1992/93. Bei der Skiflug-WM 1994 in Planica sprang er erstmals über 200 m. Offiziell wurde die Weite aber nicht anerkannt, da er den Flug nicht stehen konnte.
Zu Beginn der Saison 1998/99 konnte Duffner an seine alten Erfolge nicht mehr anknüpfen und beabsichtigte nach mehreren Wettbewerben, in denen er nach dem ersten Durchgang ausgeschieden war, bereits seinen Rücktritt vom Profiskispringen. Jedoch wurde er auf Initiative des Bundestrainers Reinhard Heß in das Aufgebot für die Nordischen Skiweltmeisterschaften 1999 in Ramsau aufgenommen. Trotz seines Sturzes im zweiten Durchgang erreichte er mit dem Team gemeinsam mit Dieter Thoma, Sven Hannawald und Martin Schmitt vor Japan und Österreich Platz eins. Anfang November 2002 brach sich Duffner im Trainingslager den linken Oberarm und startete erst spät in den Weltcup. In der Saison 2003/04 sprang er nur noch im Continental Cup. Am 22. März 2004 verabschiedete sich Christof Duffner mit einem Flug auf 191,5 m als Vorspringer bei der Skiflug-WM in Planica von seiner aktiven Laufbahn.

## Erfolge

### Weltcupsiege im Einzel
| Nr. | Datum             | Ort        | Typ         |
| --- | ----------------- | ---------- | ----------- |
| 1.  | 28. Dezember 1992 | Oberstdorf | Großschanze |

### Weltcupsiege im Team
| Nr. | Datum         | Ort         | Typ         |
| --- | ------------- | ----------- | ----------- |
| 1.  | 25. März 1994 | Thunder Bay | Großschanze |

### Grand-Prix-Siege im Team
| Nr. | Datum          | Ort          | Typ           |
| --- | -------------- | ------------ | ------------- |
| 1.  | 7. August 1999 | Hinterzarten | Normalschanze |

### Continental-Cup-Siege im Einzel
| Nr. | Datum           | Ort              | Typ         |
| --- | --------------- | ---------------- | ----------- |
| 1.  | 25. Januar 2003 | Titisee-Neustadt | Großschanze |

## Statistik

### Weltcup-Platzierungen
| Saison  | Platz | Punkte |
| ------- | ----- | ------ |
| 1990/91 | 17.   | 053    |
| 1991/92 | 19.   | 051    |
| 1992/93 | 06.   | 121    |
| 1993/94 | 25.   | 156    |
| 1994/95 | 44.   | 057    |
| 1995/96 | 14.   | 505    |
| 1996/97 | 34.   | 137    |
| 1997/98 | 38.   | 110    |
| 1998/99 | 21.   | 359    |
| 1999/00 | 48.   | 037    |
| 2000/01 | 25.   | 173    |
| 2001/02 | 22.   | 230    |
| 2002/03 | 47.   | 050    |

### Ungültige Weltrekorde
| #     | Schanze                         | Ort       | Land             | Weite   | aufgestellt am | Rekord bis |
| ----- | ------------------------------- | --------- | ---------------- | ------- | -------------- | ---------- |
| Sturz | Čerťák (K180)                   | Harrachov | Tschechoslowakei | 194,0 m | 22. März 1992  | Ungültig   |
| Sturz | Velikanka bratov Gorišek (K185) | Planica   | Slowenien        | 207,0 m | 18. März 1994  | Ungültig   |

### Schanzenrekorde
| Schanze                     | Ort       | Land    | Weite   | aufgestellt am  | Rekord bis      |
| --------------------------- | --------- | ------- | ------- | --------------- | --------------- |
| Gross-Titlis-Schanze (K120) | Engelberg | Schweiz | 127,5 m | 14. Januar 1996 | 14. Januar 1996 |

## Privates
Duffner hat eine Zwillingsschwester sowie eine jüngere Schwester. Christof Duffner ist seit Dezember 2006 verheiratet und hat drei Mädchen (Drillinge). Er ist gelernter Werkzeugmacher und war als Oberfeldwebel bei der Bundeswehr in der Sportfördergruppe Todtnau am Feldberg stationiert. Heute ist Duffner Lehrer für Technik und Werken. Er hat zudem den Trainerschein und betreut den Schwarzwälder Nachwuchs.